# Institut Saint-Luc de Bruxelles
Pour les articles homonymes, voir Saint-Luc.
 (avril 2017).
L'Institut Saint-Luc est une école d'art à Bruxelles qui fait partie de la série d'écoles Saint-Luc. Il se compose de cinq départements, avec un total d'environ 2 200 étudiants et 380 employés, répartis sur six sites à Ixelles et Saint-Gilles,.

## Histoire
L'école a été fondée par les membres de l'Institut des Frères des écoles chrétiennes, un ordre créé en 1680 par Jean-Baptiste de la Salle en France. Différents instituts Saint-Luc ont été fondés dans toute la Belgique, la première en 1863, à Gand. La première école de Bruxelles est fondée en 1882 à Molenbeek-Saint-Jean, elle se déplace en 1887, à Schaerbeek. En 1904, les travaux commencent pour un nouvel institut à Saint-Gilles, qui s'appelait alors l'Institut Jean de Béthune, avec un total de 14 étudiants. Les travaux se terminent en 1908. C'est encore l'un des emplacements actuels de l'Institut, bien qu'il ait été rénové et agrandi depuis, surtout depuis 1995.

## Organisation
L'école (appelée l'Institut ou les instituts, selon le point de vue) est divisée en cinq départements :
- l'ESA[5], l'École supérieure des arts, avec 700 étudiants[3] : ses études sont composées d'un bachelier soit seul (trois ans)[6], soit suivi d'un master (deux années supplémentaires), voire d'un master spécialisé (une année supplémentaire)[7] ;
- l'ERG[8], l'École de recherche graphique, avec 460 étudiants[3] : le parcours est composé d'un bachelier (trois ans), suivi d'un master à finalité spécialisée[9], didactique[10] ou approfondie[11], avec 13 orientations possibles (deux années supplémentaires)[12] ;
- l'ISURU[13], l'Institut supérieur d'urbanisme et de rénovation urbaine, avec 85 étudiants[3] : créé en 1947, c'est un master en urbanisme et aménagement du territoire pour les porteurs d'un baccalauréat ou d'un master, avec une formation de trois ans[13] (en cours du soir)[14] ;
- l'ISES[15], L'Institut Saint-Luc d'enseignement secondaire, avec 660 élèves[3], école secondaire organisant des sections de transition et de qualification technique dans le domaine artistique[16] ;
- l'EPS[17], l'École de promotion sociale, avec 340 élèves[3], proposant des formations pour adultes à orientation artistique, organisées en unités d'enseignement (en cours du soir)[18].

Une école d'architecture, l'ISA Saint-Luc, indépendante depuis la réforme de 1995 sous la forme d'un institut supérieur d'architecture, était également rattachée, mais a intégré l'université catholique de Louvain en 2010, fondant la faculté d'architecture, d'ingénierie architecturale, d'urbanisme dans un nouveau bâtiment, toujours à Saint-Gilles.

### La division «bande dessinée»
En 1969, le créateur de bande dessinée Eddy Paape qui a travaillé pour les deux principaux magazines de bande dessinée franco-belge (Spirou et Tintin), a commencé à donner un cours de bande dessinée, avec le soutien d'Hergé, également ancien élève de l'institut Saint-Luc. Ce cours a été le premier de son genre en Belgique, et il a été transformé en bachelier complet. Eddy Paape est suivi par Claude Renard en 1976. Les cours sont bientôt devenus le lieu de découverte de nouveaux talents belges. À partir de 1975, les étudiants produisent ensemble le magazine Le 9e rêve, en référence au neuvième art, nom couramment donné à la bande dessinée. Ce magazine a reçu en 1978 le prix de la promotion de la bande dessinée à Angoulême, le Festival International de la BD.

## Anciens élèves
- Bernard Herbecq, architecte
- Sylvain Vallée, auteur de bande dessinée
- Claude-Henry Pollet (1933-2012), artiste peintre et coloriste
- Opale Montel, illustratrice professionnelle
- Midam, auteur de bande dessinée
- Franz Drappier, dit Franz, auteurs de bande dessinée (1948-2003)